# Polytrichum oederi
Polytrichum oederi là một loài rêu trong họ Polytrichaceae. Loài này được Brid. ex P. Beauv. mô tả khoa học đầu tiên năm 1798.